# Даль Микола Володимирович
Микола Володимирович Даль (17 липня 1860, Херсон — 1939, Бейрут) — російський психотерапевт.

## Біографія
Закінчив гімназію в Керчі (зі срібною медаллю) і медичний факультет Московського університету. Їздив на стажування до двох найбільших фахівців кінця XIX століття, що практикували лікувальний гіпноз: Жан-Мартену Шарко в Париж і Амбруаза Огюста Льєбо в Нансі. Після цього успішно практикував лікувальний гіпноз в Росії, будучи популярним фахівцем в артистичних колах: найбільш відомим пацієнтом Даля був Сергій Рахманінов, який страждав від важкої депресії після провалу його Першої симфонії (1897), а також внаслідок церковного заборону на шлюб зі своєю коханою; курс лікування у Даля виявився настільки успішним, що написаний по його закінченні Концерту для фортепіано з оркестром № 2 (Рахманінов) (1900–1901) Рахманінов присвятив Далю. У Даля також лікувалися Шаляпін, Скрябін, Станіславський та ін.
В 1925 році Микола Даль емігрував з Росії.